# Aloys Nong
Aloys Nong , né le 16 octobre 1983 à Douala, est un joueur camerounais de football. Il évolue au poste d'attaquant.

## Biographie
Nong est né à Douala. Il a déménagé en Belgique en 2000, âgé de 16 ans, et a signé à l'Eendracht Alost. A l'été 2002 Nong rejoint le CS Visé, et après une courte période de prêt au Royal Football Club de Liège.
En Janvier 2005, Nong rejoint le KV Courtrai, après une période de six mois au RWDM Brussels FC. Il a ensuite été au Yellow Red Koninklijke en Juillet 2007.
Le 31 août 2010 Nong rejoint le Standard de Liège pour un montant € 1.250.000. En Janvier 2012, cependant, il a annulé son contrat et a convenu d'un nouveau contrat de trois ans et demi avec le Royal Albert Elisabeth Club de Mons. 
Le 7 août 2013 Nong a signé un contrat de trois ans en Liga avec Levante. Il a fait ses débuts en compétition le 3 novembre, en remplacement de Rubén García à la 76e minute dans la défaite 0-1 à domicile contre le Granada Club de Fútbol.
Nong a été prêté à Recreativo de Huelva le 30 janvier 2014.

Il joue depuis 2015 au Naft Téhéran Football club.

## Statistiques
| saison    | club           | pays     | championnat        | matchs | buts |
| --------- | -------------- | -------- | ------------------ | ------ | ---- |
| 2002-2003 | RFC Liège      | Belgique | Division 2         | 16     | 4    |
| 2002-2003 | RCS Visé       | Belgique | Division 2         | 11     | 8    |
| 2003-2004 | RCS Visé       | Belgique | Division 2         | 16     | 6    |
| 2003-2004 | FC Brussels    | Belgique | Division 2         | 16     | 2    |
| 2004-2005 | FC Brussels    | Belgique | Jupiler League     | 14     | 0    |
| 2004-2005 | KV Kortrijk    | Belgique | Division 2         | 15     | 10   |
| 2005-2006 | KV Kortrijk    | Belgique | Division 2         | 29     | 12   |
| 2006-2007 | KV Kortrijk    | Belgique | Division 2         | 23     | 14   |
| 2007-2008 | KV Malines     | Belgique | Jupiler League     | 30     | 13   |
| 2008-2009 | KV Malines     | Belgique | Jupiler Pro League | 8      | 0    |
| 2009-2010 | KV Malines     | Belgique | Jupiler Pro League | 31     | 9    |
| 2010-2011 | KV Malines     | Belgique | Jupiler Pro League | 5      | 2    |
| 2010-2011 | Standard Liège | Belgique | Jupiler Pro League | 27     | 5    |
| 2011-2012 | Standard Liège | Belgique | Jupiler Pro League | 2      | 0    |
| 2011-2012 | RAEC Mons      | Belgique | Jupiler Pro League | 16     | 0    |
| 2012-2013 | RAEC Mons      | Belgique | Jupiler League     | 33     | 9    |
|           |                |          | Total              | 262    | 91   |

## Palmarès
- Vice-champion de Belgique en 2011 avec le Standard de Liège
- Vainqueur de la Coupe de Belgique en 2011 avec le Standard de Liège